# Disco 3
No confundir con The Fat Boys, cuyo nombre original era The Disco 3
Disco 3 es el decimotercer álbum del dúo británico de música electrónica Pet Shop Boys. Fue lanzado en 2003. Consiste de cinco remixes de canciones y lados B de su anterior álbum Release, tres pistas nuevas, una nueva grabación de "Positive Role Model" de su musical de 2001 Closer to Heaven, y un cover de "Try it (I'm in love with a married man)", originalmente por Oh Romeo, banda del exproductor de Pet Shop Boys Bobby Orlando.
"Somebody Else's Business" y "Positive Role Model" fueron destinadas para su compilación de éxitos cancelada en 2000. "Positive Role Model" también apareció en el sencillo exclusivo en Alemania, "London" en 2002.
"If looks could kill" and "Try it..." debutaron durante una sesión Peel, junto con "A powerful friend", una canción que permaneció sin lanzarse hasta que se subió a la sección "Exclusive Tracks" (pistas exclusivas) del sitio web oficial de la banda. También se lanzó como lado B de su sencillo de 2010 "Love Life".
Este álbum ha sido lanzado con el sistema de protección Copy Control en algunas regiones.

## Lista de canciones
1. "Time on my hands" (Neil Tennant, Chris Lowe) – 3:53
2. "Positive role model" (Tennant, Lowe, Barry White, Tony Sepe, Sterling Radcliffe) – 4:02
3. "Try it (I'm In Love With A Married Man)" (Bobby Orlando) – 4:47
4. "London" (Thee Radikal Blaklite Edit) (Tennant, Lowe, Chris Zippel) – 5:44
5. "Somebody else's business" (Tennant, Lowe) – 3:28
6. "Here" (PSB new extended mix) (Tennant, Lowe) – 6:13
7. "If looks could kill" (Tennant, Lowe) – 4:11
8. "Sexy northerner" (Superchumbo mix) (Tennant, Lowe) – 8:36
9. "Home and dry" (Blank & Jones remix) (Tennant, Lowe) – 6:36
10. "London" (Genuine Piano mix) (Tennant, Lowe, Zippel) – 4:16

## Personal
- Neil Tennant
- Chris Lowe

Músicos/remezcladores invitados
- Pete Gleadall - Programación en pistas 1, 2, 3, 5, 6, 7 & 9
- Chris Zippel - Programación en pistas 2 & 5. Teclados adicionales en pista 2
- Felix Da Housecat -  Remix y producción adicional en pista 4
- Christian Hayes & Mark Refoy - Guitarra en pista 7
- Tom Stephan - Remix y producción en pista 8
- Piet Blank, Jaspa Jones & Andy Kaufold - Remix y producción adicional en pista 9
- Robert Matt - Piano Steinway en pista 10